# Josef Walcher

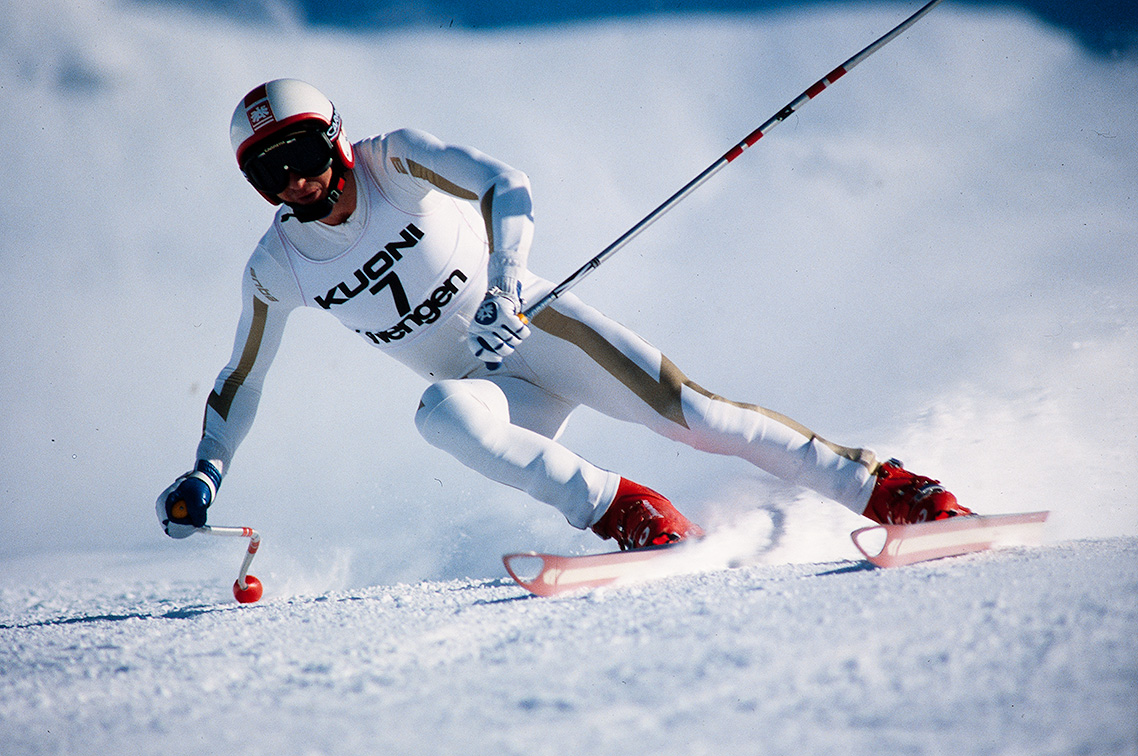
Walcher bei der Lauberhornabfahrt 1978

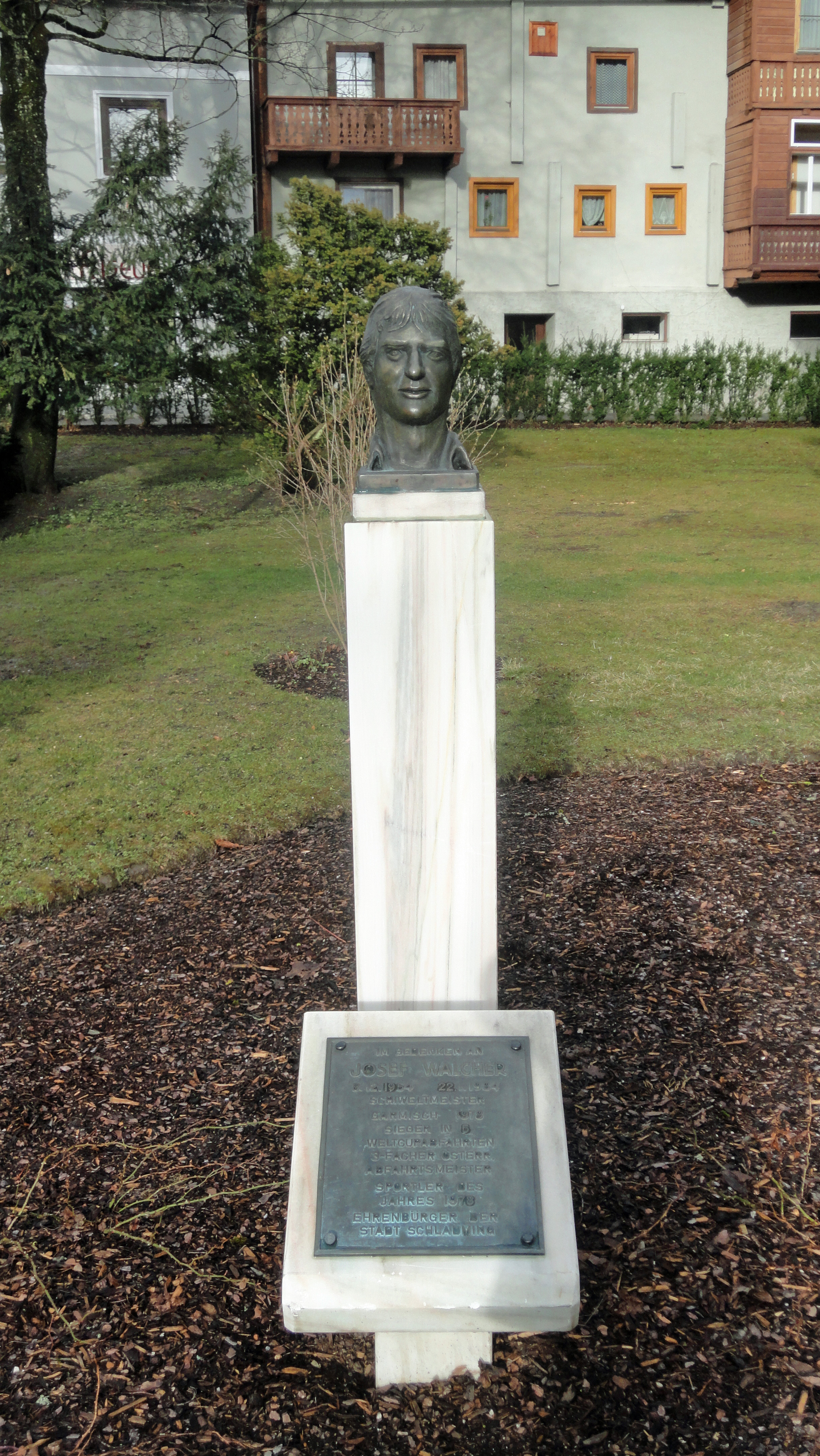
Denkmal für Sepp Walcher in Schladming

Josef „Sepp“ Walcher (* 8. Dezember 1954 in Schladming; † 22. Jänner 1984 ebenda) war ein österreichischer Skirennläufer. Der Abfahrtsspezialist gewann fünf Weltcuprennen und wurde dreifacher Österreichischer Meister. Seinen größten Erfolg erzielte er 1978 mit dem Weltmeistertitel in der Abfahrt.

## Biografie
Walcher begann schon früh mit dem Skisport, im Alter von acht Jahren wurde er in den Wintersportverein Schladming aufgenommen. Seine Karriere wurde immer wieder von Verletzungen unterbrochen, erstmals 1969, als er nach einem Beinbruch mehrere Monate pausieren musste.
1972 wurde der Steirer zum ersten Mal Österreichischer Abfahrtsmeister und kam daraufhin in den Weltcupkader des ÖSV. Sein erstes Weltcuprennen war die Abfahrt von Val-d’Isère am 10. Dezember 1972, die er auf Rang zwölf beendete. Am 11. Februar 1973 holte er in St. Moritz die ersten Weltcuppunkte, als er überraschend den zweiten Platz hinter Werner Grissmann belegte. In Lienz wurde er zum zweiten Mal Österreichischer Staatsmeister in der Abfahrt. Im Dezember 1973 wurde Walcher Dritter in Zell am See, erreichte aber sonst nur noch einmal Weltcuppunkte und konnte sich innerhalb der starken österreichischen Abfahrtsmannschaft nicht für die Weltmeisterschaften in St. Moritz qualifizieren. Am 5. Jänner 1975 fuhr Walcher in Garmisch-Partenkirchen zum dritten Mal auf das Podest, kam aber wenige Tage später im Abfahrtstraining am Lauberhorn in Wengen schwer zu Sturz und musste die Saison beenden. Im Winter 1975/76 schaffte er mit dem dritten Platz in Kitzbühel noch den Sprung ins Olympiateam und belegte bei den Winterspielen in Innsbruck den neunten Platz.
In der Saison 1976/77 feierte Walcher seine ersten Weltcupsiege in den Abfahrten von Morzine und Heavenly Valley und kam zweimal auf den zweiten Platz. Er wurde damit hinter dem überlegenen Franz Klammer Zweiter im Abfahrtsweltcup und kam im Gesamtweltcup auf den achten Rang. Den nächsten Winter begann der Steirer mit einem dritten Platz in Val-d’Isère und im Jänner gewann er beide Abfahrten auf der Streif in Kitzbühel (die Zweite zeitgleich mit dem Deutschen Sepp Ferstl). Den größten Erfolg seiner Karriere feierte der damals 23-Jährige eine Woche später bei den Weltmeisterschaften 1978 in Garmisch-Partenkirchen. Mit sieben Hundertstel Sekunden Vorsprung auf den Deutschen Michael Veith wurde Walcher Abfahrtsweltmeister. Im Gesamtweltcup klassierte sich Walcher diesmal an der siebenten Position, im Abfahrtsweltcup wurde er wie im Vorjahr Zweiter hinter Klammer. Bei den Österreichischen Meisterschaften gewann der Schladminger zum dritten Mal den Abfahrtslauf. Dank seines WM-Erfolges wurde er 1978 zu Österreichs Sportler des Jahres gewählt.
Am 16. Dezember 1978 feierte Walcher in der Abfahrt von Gröden seinen fünften – und letzten – Weltcupsieg. Tags darauf kam er in der zweiten Abfahrt auf der Saslong zu Sturz, verletzte sich und erreichte im restlichen Winter keine Top-Ten-Resultate mehr. In der Saison 1979/80 kam Walcher in den Abfahrten von Wengen auf den zweiten und fünften Rang und sicherte sich damit einen Platz in der Abfahrtsmannschaft für die Olympischen Winterspiele 1980. Weil aber der ursprünglich nur als Ersatzfahrer nach Lake Placid mitgereiste Leonhard Stock nach guten Trainingsleistungen doch einen Fixstartplatz bekam (und auch den ersten Platz in der Abfahrt erreichte), musste Walcher gemeinsam mit Werner Grissmann und Peter Wirnsberger in die Qualifikation, in der er den beiden unterlag und daher nicht im Rennen starten konnte.
In der Saison 1980/81 konnte Walcher nicht mehr mit der absoluten Weltspitze mithalten. Ein fünfter Platz in St. Anton am Arlberg war sein bestes Ergebnis. Im nächsten Winter kam er nur noch zweimal unter die besten zehn und er verpasste auch die Weltmeisterschaften in seinem Heimatort Schladming. Am Ende der Saison gab Walcher seinen Rücktritt bekannt.
Bereits während seiner aktiven Karriere heiratete Walcher und wurde Vater von drei Kindern. Nach dem Rücktritt führte er in Schladming ein Café, eine Skihütte und eine Pension. Am 22. Jänner 1984 verunglückte Walcher im Alter von 29 Jahren bei einem Benefiz-Skirennen tödlich.

## Erfolge

### Olympische Winterspiele
- Innsbruck 1976: 9. Abfahrt

### Weltmeisterschaften
- Innsbruck 1976 : 9. Abfahrt
- Garmisch-Partenkirchen 1978: 1. Abfahrt

### Weltcup
- Saison 1976/77: 8. Gesamtweltcup, 2. Abfahrtswertung
- Saison 1977/78: 7. Gesamtweltcup, 2. Abfahrtswertung
- Saison 1979/80: 7. Abfahrtswertung

#### Weltcupsiege
Walcher gewann fünf Abfahrten, wurde viermal Zweiter, viermal Dritter und kam weitere 20-mal unter die besten zehn.
| Datum             | Ort             | Land       | Disziplin |
| ----------------- | --------------- | ---------- | --------- |
| 31. Jänner 1977   | Morzine         | Frankreich | Abfahrt   |
| 12. März 1977     | Heavenly Valley | USA        | Abfahrt   |
| 20. Jänner 1978   | Kitzbühel       | Österreich | Abfahrt   |
| 21. Jänner 1978   | Kitzbühel       | Österreich | Abfahrt * |
| 16. Dezember 1978 | Gröden          | Italien    | Abfahrt   |

* zeitgleich mit Sepp Ferstl

### Europacup
- Saison 1972/73: 10. Abfahrtswertung
- Ein Podestplatz

### Österreichische Meisterschaften
- Österreichischer Meister in der Abfahrt 1972, 1973 und 1978

## Auszeichnungen
- Österreichs Sportler des Jahres 1978
- Träger des Ehrenrings und Ehrenbürger von Schladming[1]